# Rhodotus
Rhodotus is een geslacht van schimmels behorend tot de familie Physalacriaceae. Het is een monotypisch geslacht, dat de soort Rhodotus palmatus bevat.